# Kaveri
La Cauvery ou Kaveri (en tamoul : காவிரி et en kannada : ಕಾವೇರಿ, kāverī) — le Khaberos de Ptolémée — est un des principaux fleuves du Sud de l'Inde, traversant essentiellement les deux États du Karnataka (à l'ouest) et du Tamil Nadu (à l'est), qui se jette dans le golfe du Bengale, près de Poompuhar (en).

## Géographie
Long de 750 km, à 950 km selon les sources, la Cauvery prend sa source dans les Ghats occidentaux, dans le district de Coorg (Karnataka), traverse l'État du Tamil Nadu puis se jette dans le golfe du Bengale, à Poompuhar (district de Mayavaram), en un grand delta de plus de 150 kilomètres, très fertile et aménagé de canaux d'irrigation, parmi les plus anciens du pays, certains comme le barrage Grand Anikut ou Kallanai construit au IIe siècle par Karikala datent de la grande période de la dynastie Chola dont le bassin du fleuve est le berceau.
La Kaveri peut être divisée en quatre zones géographiques, les montagnes des Ghats occidentaux, où elle prend sa source et forme une petite rivière, la Haute Vallée, formée par ses flots sur le plateau du Deccan, et la Basse Vallée, constituant une bonne partie du cours du fleuve au Tamil Nadu, ainsi que le Delta, région formée par ses nombreux défluents se déversant sur le golfe du Bengale.
Au Karnataka, le fleuve se divise en deux bras pour former l'île de Shivasamudram avant de former les Kaveri Falls, d'une hauteur de 100 m, chutes souvent considérées comme les plus belles de l'Inde. C'est là que fut construite, en 1902, la première usine hydroélectrique du pays. Il serpente à travers le massif des monts Biligiriranga en une vallée avant d'arriver au plateau du Kongu Nadu (Ouest du Tamil Nadu), où il forme une basse vallée complétée d'un réseau de nombreuses autres vallées affluentes émaillant le territoire. Au fil du temps, le fleuve a fini par éroder une bonne partie des Ghâts orientaux qu'il enjambait, ce qui a donné une région sèche et peu arrosée où seule la Kaveri elle-même forme une vallée autour de laquelle s'étendent de vastes zones agricoles ainsi que les villes de Karur et de Tiruchirappalli. Après avoir formé l'île de Srirangam, la Kaveri est endiguée par le barrage de Kallanai (Grand Anicut) puis sculpte la région du Chola Nadu où il forme un grand delta fertile et borde les villes de Kumbakonam et Mayiladuthurai avant de rejoindre le golfe du Bengale.

### Bassin versant
Le bassin versant de la Cauvery est estimé à 81 155 km2.

## Affluents
Le Kaveri a nombreux affluents comme le Shimsha (en) (rg), le Hemavati (rg), l'Arkavathy (rg), le Honnuhole, le Lakshmana Tirtha (en) (rd), le Kabini (rd), le Bhavani (rd), le Lokapavani, le Noyyal (rd), l'Amaravati (rd), le Moyar River (en)...

## Hydrologie
Son module est de 677 m3/s.
Son régime hydrologique est dit pluvial tropical à moussons.

## Aménagements et écologie

### Croyance
La Cauvery est le quatrième fleuve le plus saint de l'Inde derrière la Yamuna, la Sarasvati et le Gange, parfois appelé le Gange du sud, et fait donc partie des Sept rivières sacrées de l'Inde.
Kooduthurai est un endroit de pèlerinage situé au confluent de trois rivières (triveni sangam), la Kaveri, la Bhavani et la mystique Amudha.
Des légendes le relient à la philosophe Lopamudra qui vécut au IIe millénaire avant J.C. et à laquelle sont attribués des hymnes védiques.

### Histoire

#### La Colonisation britannique

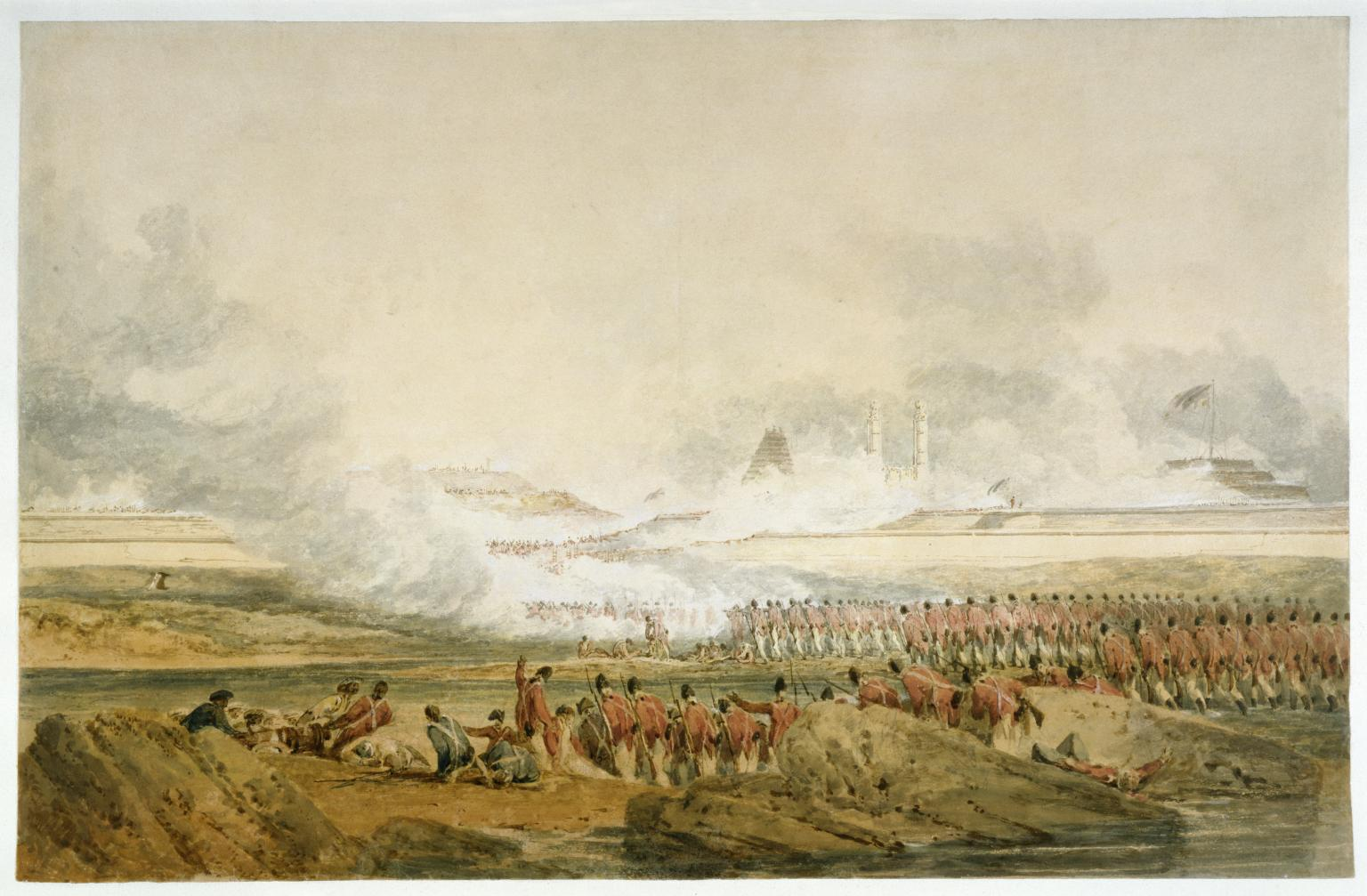
Le Siège de Seringapatam
William Turner, vers 1800
Tate Britain, Londres.

Lors de la quatrième guerre du Mysore, les troupes de la Compagnie britannique des Indes orientales ont vaincu le sultan  Tipû Sâhib en 1799.
Un groupe de trois aquarelles de Turner, apparemment basées sur des dessins d'un ou plusieurs témoins oculaires, montre La Résidence du Rajah de Mysore dans le fort de Seringapatam lors de son emprisonnement, Hoollay Deedy, ou nouveau port de Sally où le sultan Tipû Sâhib a été tué, et une Vue générale du siège avec les forces britanniques traversant le fleuve.

#### Conflits pour l'eau
Depuis plusieurs siècles, diverses régions et pays du bassin versant du Cauvery sont en conflit pour l'utilisation des eaux du fleuve, notamment le Tamil Nadu et le Karnataka (qui contrôle la source), deux États dont la culture et la langue diffèrent.
Ce conflit semble avoir été récemment exacerbé par le développement de la riziculture irriguée au Tamil Nadu (qui a beaucoup fait baisser les nappes phréatiques) puis en 2016 par une mousson déficiente en pluies, peut être en raison du dérèglement climatique (en 2015-2016, pour la première fois depuis qu'on la mesure, l'oscillation quasi-biennale qui caractérise le mouvement des masses d'air dans la partie tropicale de la stratosphère ne s'est produite qu'avec 6 mois de retard).

Un tribunal spécial a été mis en place, mais sans aboutir à un traité ni à une décision de justice stabilisée.
Le problème du partage de l'eau du fleuve Kaveri est devenu un enjeu important depuis une dizaine d'années pour les métropoles grandissantes de Bengaluru et Chennai, du fait que ses deux grandes capitales d'états pompent l'eau du fleuve afin de satisfaire les besoins vitaux de leurs populations.
Au Tamil Nadu, le conflit touche tout le territoire du fait que cette région en majorité sèche s'irrigue des eaux de ce fleuve dont le bassin ne s'écoule pourtant que dans sa partie centrale (Kongu Nadu et Chola Nadu). Les populations riveraines sont les plus affectées par ce phénomène, vivants depuis des millénaires grâce à ce cours d'eau, elles se retrouvent dans une situation où elles doivent attendre les eaux distribuées par le Karnataka puis partager le peu reçu avec tout le reste de l'état. Les zones en amont du bassin (Karnataka) subissent également un partage similaire.
Les effets de ce partage sont lourds de conséquences, la région du delta, qui autrefois produisait trois récoltes par an peinent aujourd'hui à réaliser une récolte voir deux au maximum. L'économie de la région traditionnellement basée sur l'agriculture et aujourd'hui forcée à évoluer vers d'autres secteurs, cette industrialisation impulsée par les gouvernements fédéraux dans la région, fait élever les voix de beaucoup de riverains par rapport aux aboutissement néfastes pour l'environnement, tel que l'exploitation de la houille, le désensablement du lit du fleuve et de ses affluents, les rumeurs sur une possibilité d'exploitation du bassin pétrolier marin.

## Galerie

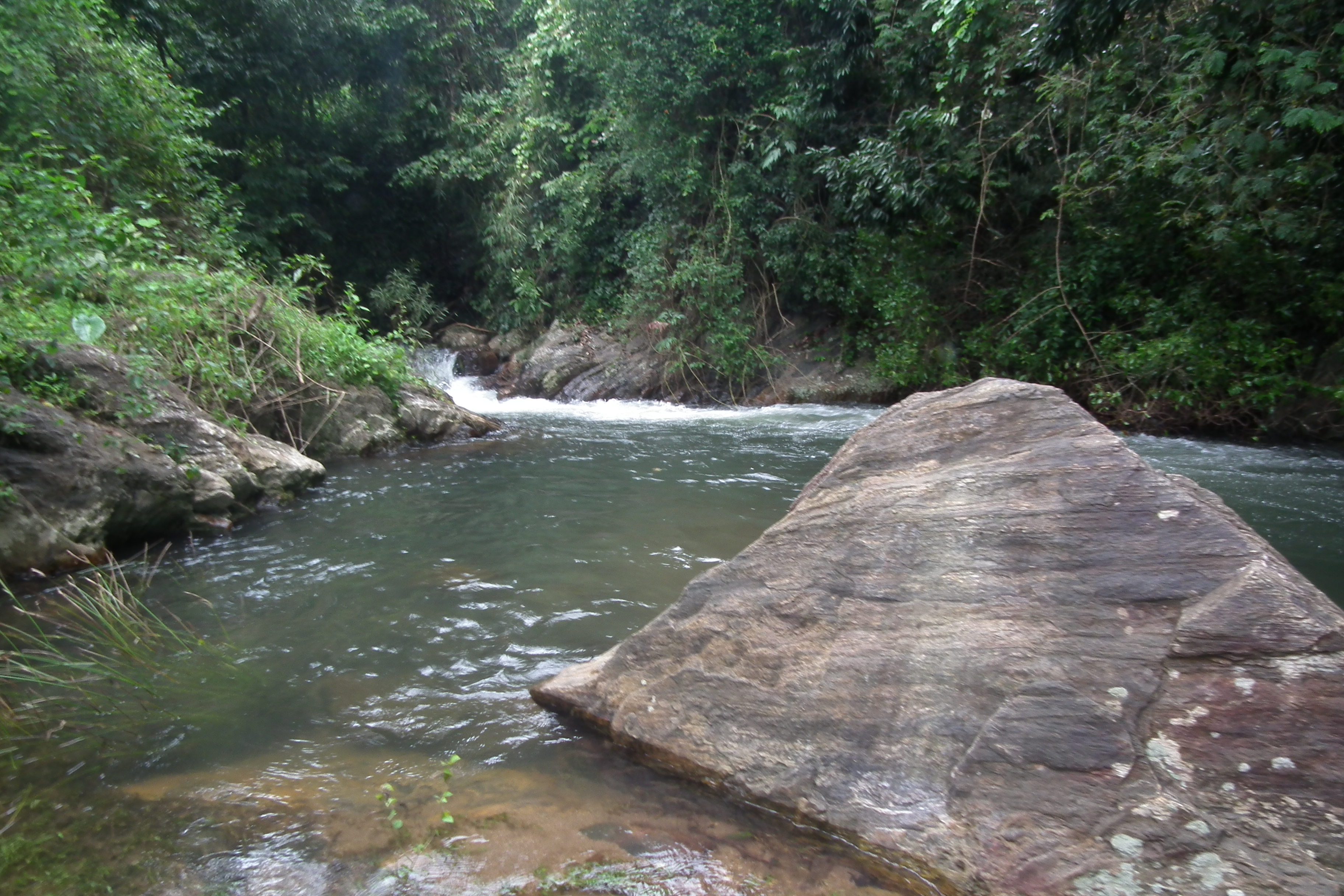
Rivière de montagne, la Kaveri dévale torrentueusement les montagnes du Coorg.
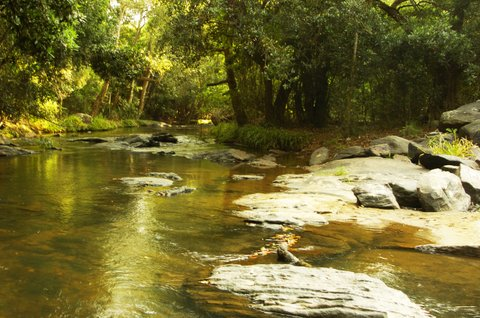
Plus la rivière ralentit son cours, plus elle s'approche du piémont, une région forestière peu peuplée et protégée par divers parcs nationaux.
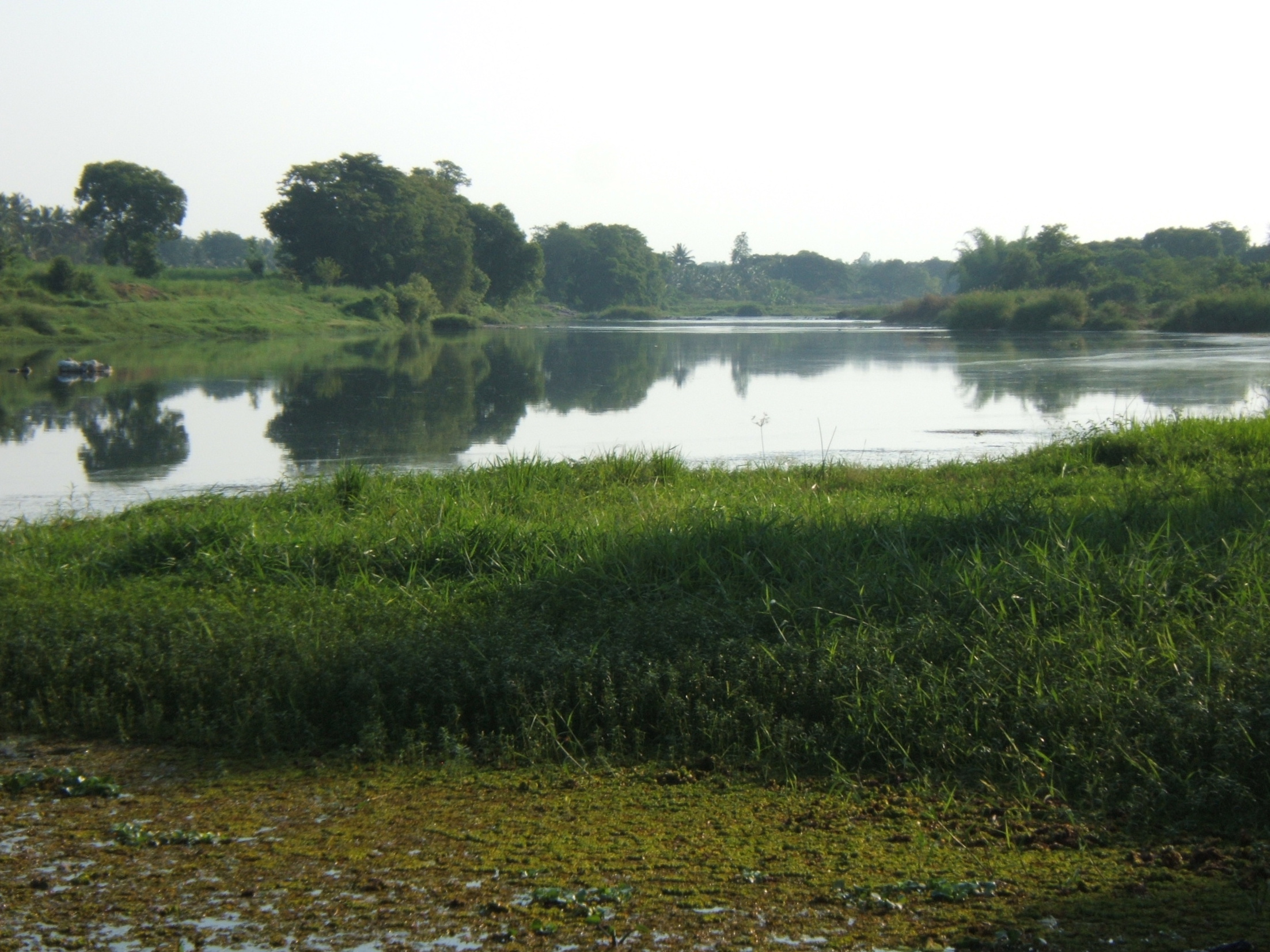
Grossi par les premiers grands affluents, le fleuve prend forme en traversant le plateau du Deccan, où il dessine une vallée ainsi que l'île de Srirangapatna.
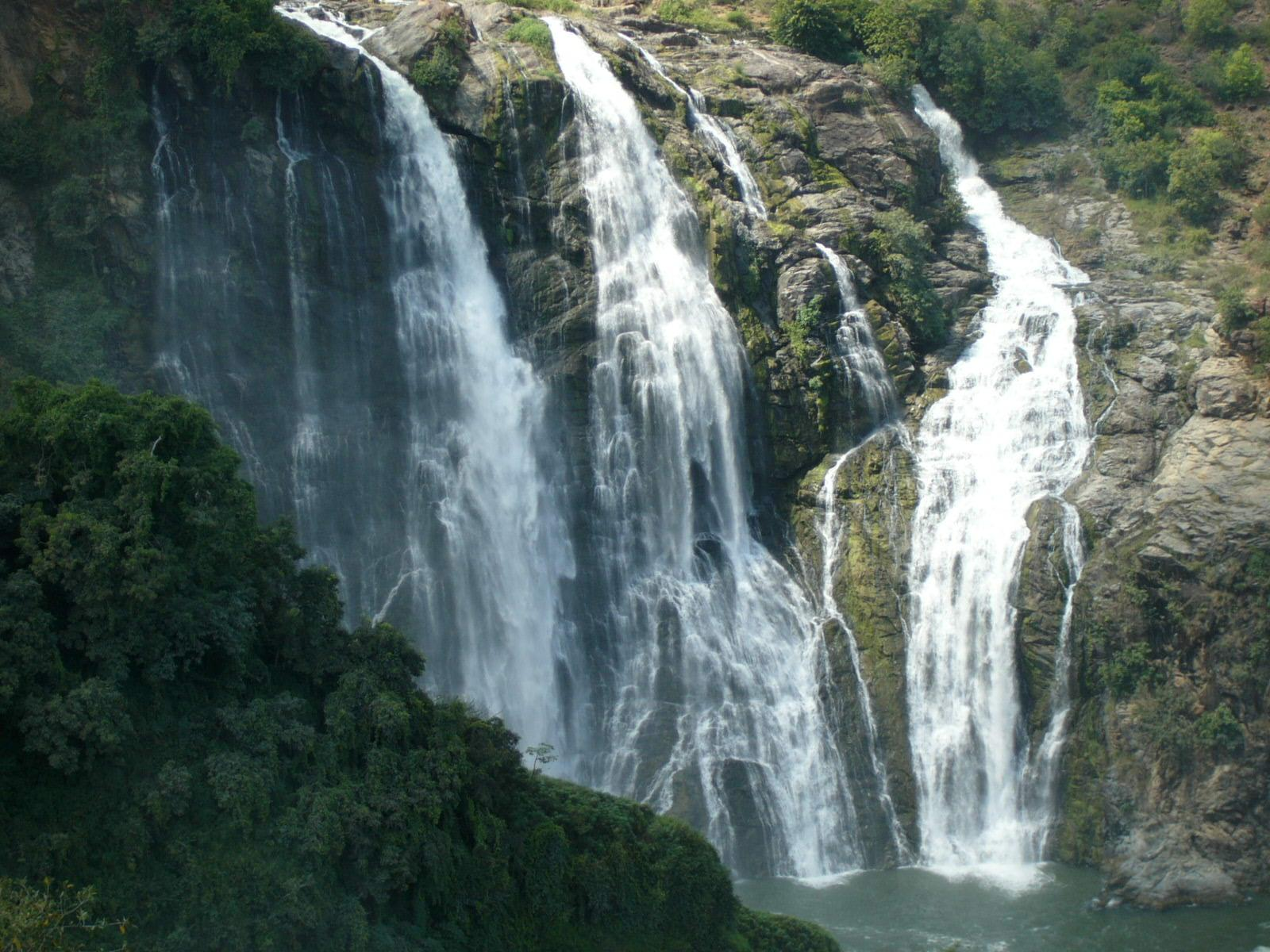
À Shivanasamudram, le fleuve descend violemment du Deccan en divers chutes d'eau impressionnantes et reprend son caractère torrentueux.
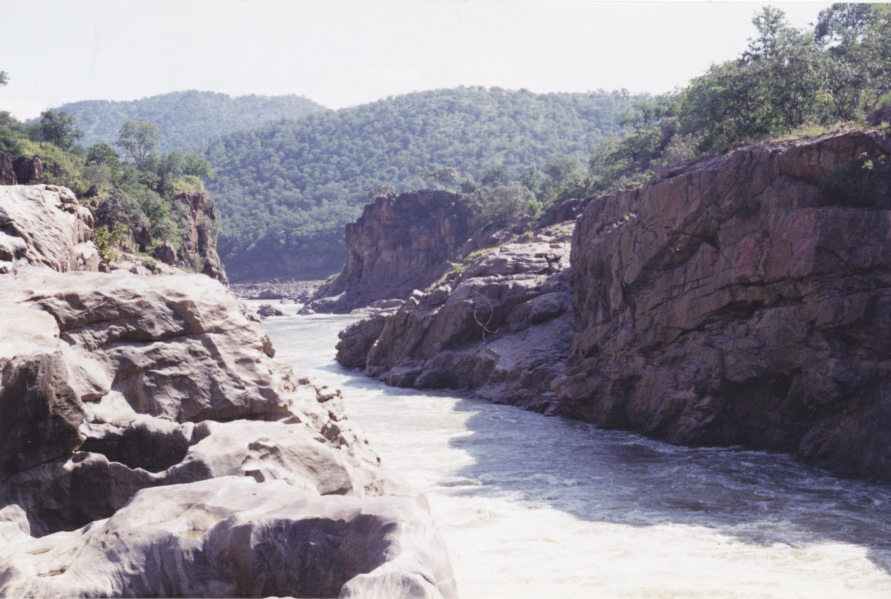
Le fleuve trace son chemin à travers les collines de la chaîne des Biligiriranga, massif montagneux formant une barrière entre le Deccan et le Kongu Nadu.
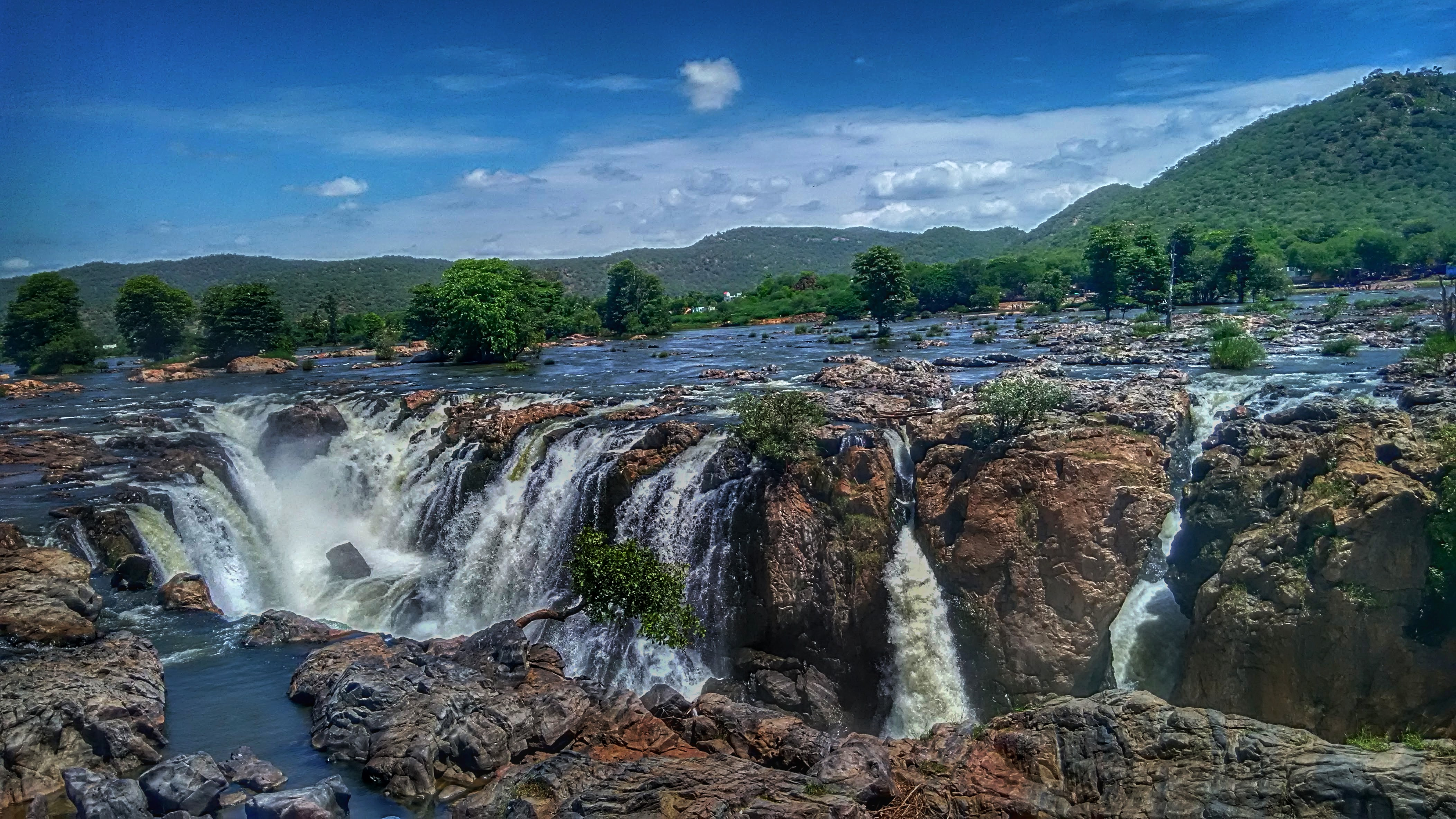
À Hogenakkal, le fleuve forme un immense complexe de cascades qui finiront par former le cours d'eau qui traversera le plateau du Kongu Nadu.

### Articles liés
- Liste des cours d'eau de l'Inde
- Barrage de Mettur
- Chutes de Shivanasamudram,
- Chutes de Hogenakkal
- Chutes de Gaganachukki et Bharachukki
- Lac Stanley
- Tiruchirapalli